# Selección de fútbol sub-20 de Antillas Neerlandesas
La Selección de fútbol sub-20 de Antillas Neerlandesas fue el equipo que representó al desaparecido país en el Campeonato Sub-20 de la Concacaf y era controlada por la Federación de Fútbol de las Antillas Neerlandesas.

## Participaciones

### Copa Mundial
| Año        | Ronda         | J             | G             | E             | P             | GF            | GC            |               |
| ---------- | ------------- | ------------- | ------------- | ------------- | ------------- | ------------- | ------------- | ------------- |
| 1977       | No clasificó  | No clasificó  | No clasificó  | No clasificó  | No clasificó  | No clasificó  | No clasificó  |               |
| 1979       | No clasificó  | No clasificó  | No clasificó  | No clasificó  | No clasificó  | No clasificó  | No clasificó  |               |
| 1981       | No clasificó  | No clasificó  | No clasificó  | No clasificó  | No clasificó  | No clasificó  | No clasificó  |               |
| 1983       | No clasificó  | No clasificó  | No clasificó  | No clasificó  | No clasificó  | No clasificó  | No clasificó  |               |
| 1985       | No clasificó  | No clasificó  | No clasificó  | No clasificó  | No clasificó  | No clasificó  | No clasificó  |               |
| 1987       | No clasificó  | No clasificó  | No clasificó  | No clasificó  | No clasificó  | No clasificó  | No clasificó  |               |
| 1989       | No clasificó  | No clasificó  | No clasificó  | No clasificó  | No clasificó  | No clasificó  | No clasificó  |               |
| 1991       | No clasificó  | No clasificó  | No clasificó  | No clasificó  | No clasificó  | No clasificó  | No clasificó  |               |
| 1993       | No clasificó  | No clasificó  | No clasificó  | No clasificó  | No clasificó  | No clasificó  | No clasificó  |               |
| 1995       | No clasificó  | No clasificó  | No clasificó  | No clasificó  | No clasificó  | No clasificó  | No clasificó  |               |
| 1997       | No clasificó  | No clasificó  | No clasificó  | No clasificó  | No clasificó  | No clasificó  | No clasificó  |               |
| 1999       | No clasificó  | No clasificó  | No clasificó  | No clasificó  | No clasificó  | No clasificó  | No clasificó  |               |
| 2001       | No clasificó  | No clasificó  | No clasificó  | No clasificó  | No clasificó  | No clasificó  | No clasificó  |               |
| 2003       | No clasificó  | No clasificó  | No clasificó  | No clasificó  | No clasificó  | No clasificó  | No clasificó  |               |
| 2005       | No clasificó  | No clasificó  | No clasificó  | No clasificó  | No clasificó  | No clasificó  | No clasificó  |               |
| 2007       | No clasificó  | No clasificó  | No clasificó  | No clasificó  | No clasificó  | No clasificó  | No clasificó  |               |
| 2009       | No clasificó  | No clasificó  | No clasificó  | No clasificó  | No clasificó  | No clasificó  | No clasificó  |               |
| 2011       | No clasificó  | No clasificó  | No clasificó  | No clasificó  | No clasificó  | No clasificó  | No clasificó  |               |
| desde 2013 | Véase Curazao | Véase Curazao | Véase Curazao | Véase Curazao | Véase Curazao | Véase Curazao | Véase Curazao | Véase Curazao |
| Total      | 0/18          | 0             | 0             | 0             | 0             | 0             | 0             |               |

### Campeonato Sub-20
| Año        | Ronda            | J             | G             | E             | P             | GF            | GC            |              |
| ---------- | ---------------- | ------------- | ------------- | ------------- | ------------- | ------------- | ------------- | ------------ |
| 1962       | 3.º lugar        | 6             | 2             | 3             | 1             | 7             | 7             |              |
| 1964       | 4.º lugar        | 6             | 3             | 1             | 2             | 7             | 8             |              |
| 1970       | No participó     | No participó  | No participó  | No participó  | No participó  | No participó  | No participó  | No participó |
| 1973       | Fase de grupos   | 2             | 0             | 0             | 2             | 1             | 5             |              |
| 1974       | No participó     | No participó  | No participó  | No participó  | No participó  | No participó  | No participó  | No participó |
| 1976       | Fase de grupos   | 3             | 1             | 0             | 2             | 3             | 9             |              |
| 1978       | Fase de grupos   | 3             | 1             | 0             | 2             | 3             | 9             |              |
| 1980       | Cuartos de final | 5             | 3             | 0             | 2             | 9             | 15            |              |
| 1982       | Fase de grupos   | 3             | 0             | 0             | 3             | 2             | 11            |              |
| 1984       | Fase de grupos   | 3             | 0             | 0             | 3             | 2             | 6             |              |
| 1986       | No clasificó     | No clasificó  | No clasificó  | No clasificó  | No clasificó  | No clasificó  | No clasificó  | No clasificó |
| 1988       | Fase de grupos   | 4             | 0             | 0             | 4             | 1             | 13            |              |
| 1990       | No clasificó     | No clasificó  | No clasificó  | No clasificó  | No clasificó  | No clasificó  | No clasificó  | No clasificó |
| 1992       | Fase de grupos   | 3             | 0             | 0             | 3             | 0             | 10            |              |
| 1994       | No participó     | No participó  | No participó  | No participó  | No participó  | No participó  | No participó  | No participó |
| 1996       | Fase de grupos   | 3             | 0             | 2             | 1             | 1             | 5             |              |
| 1998       | No clasificó     | No clasificó  | No clasificó  | No clasificó  | No clasificó  | No clasificó  | No clasificó  | No clasificó |
| 2001       | No clasificó     | No clasificó  | No clasificó  | No clasificó  | No clasificó  | No clasificó  | No clasificó  | No clasificó |
| 2003       | No clasificó     | No clasificó  | No clasificó  | No clasificó  | No clasificó  | No clasificó  | No clasificó  | No clasificó |
| 2005       | No clasificó     | No clasificó  | No clasificó  | No clasificó  | No clasificó  | No clasificó  | No clasificó  | No clasificó |
| 2007       | No clasificó     | No clasificó  | No clasificó  | No clasificó  | No clasificó  | No clasificó  | No clasificó  | No clasificó |
| 2009       | No clasificó     | No clasificó  | No clasificó  | No clasificó  | No clasificó  | No clasificó  | No clasificó  | No clasificó |
| 2011       | No clasificó     | No clasificó  | No clasificó  | No clasificó  | No clasificó  | No clasificó  | No clasificó  | No clasificó |
| desde 2013 | Véase Curazao    | Véase Curazao | Véase Curazao | Véase Curazao | Véase Curazao | Véase Curazao | Véase Curazao |              |
| Total      | 11/23            | 41            | 10            | 6             | 25            | 36            | 98            |              |

- Datos: Q6999133